# Lobocleta dativaria
Lobocleta dativaria är en fjärilsart som beskrevs av William Schaus 1940. Lobocleta dativaria ingår i släktet Lobocleta och familjen mätare. Inga underarter finns listade i Catalogue of Life.